# Trần Duy Quang
Trần Duy Quang là cầu thủ bóng đá của Câu lạc bộ bóng đá Hoàng Anh Gia Lai. Vị trí sở trường của anh là tiền vệ. Là một trong những cầu thủ có lối chơi đẹp mắt và tầm nhìn tốt.tiêu biểu được chọn mang băng thủ quân đội Hoàng Anh Gia Lai. Năm 2010 được triệu tập vào đội tuyển Việt